# Better Dayz
Better Dayz е шестият посмъртен албум, издаден от майката на Тупак Шакур Афени Шакур. Издаден е през ноември 2002, когато дебютира на пето място в Billboard 200, а са продадени над 2 милиона копия. Това е вторият от двата албума, записани през „Макавали“ периода в творчеството на Тупак (края на 1995 до смъртта му) и е продуциран от Johnny J, Jazzy Phae, Frank Nitty и Edi от Tha Outlawz. Някои от известните песни са Momma's Just A Little Girl, Fuck 'Em All, Whatcha Gonna Do? и Never Call You Bitch Again. Включва 26 неиздавани песни, записани 1995 – 1996 с Nas, Tha Outlawz, Mya, Jazze Pha, Ron Isley и Tyrese. Хитовият сингъл Thugz Mansion идва в два варианта – акустичната с Nas и радио версията с Anthony Hamilton. Албумът продава 366 000 копия през първата седмица; като RIAA брои двойните албуми като два албума, това означава, че албумът всъщност е продал 732 000 копия, което го прави златен за една седмица.

## Списък на песните

### Диск 1
1. Intro
2. Still Ballin [Nitty Remix](с участието на Trick Daddy)
3. We Ride On Our Enemies [Briss Remix]
4. Changed Man (с участието на Jontha Austin, T.I. & Jazze Pha)
5. Fuck Them All (с участието на The Outlawz)
6. Never B Peace (с участието на E.D.I. Mean & Kastro от The Outlawz)
7. Mama'a Just A Little Girl (с участието на Kimma Hill)
8. Street Fame
9. Whatcha Gonna Do (с участието на The Outlawz)
10. Fair XChange [Jazze Pha Remix] (с участието на Jazze Pha)
11. Late Night (с участието на The Outlawz & DJ Quik)
12. Ghetto Star (с участието на Nutt-So)
13. Thugz Mansion [Nas Acoustic] (с участието на Nas & J.Phoenix)

### Диск 2
1. My Block [Nitty Remix]
2. Thugz Mansion (с участието на Anthony Hamilton)
3. Never Call U Bitch Again (с участието на Tyrese)
4. Better Dayz (с участието на Ron Isley)
5. U Can Call (с участието на Jazee Pha)
6. Military Minds (с участието на Buckshot & CoCoa Broavaz)
7. Fame (с участието на The Outlawz)
8. Fair Xchange [Mya Remix] (с участието на Mya)
9. Catchin Feeling (с участието на The Outlawz)
10. There U Go (с участието на The Outlawz, Jazze Pha & Big Syke)
11. This Life I Lead (с участието на The Outlawz)
12. Who Do You Believe In (с участието на Yaki Kadafi, Big Pimpin' Delemond & Nanci Fletcher)
13. They Don't Give A Fuck About Us (с участието на The Outlawz)
14. Outro

## Сингли
- Thugz Mansion (Acoustic), с Nas, 2003
- Still Ballin с Trick Daddy, 2003